# Les Chants de Maldoror
Les Chants de Maldoror est un ouvrage poétique en prose écrit par l'auteur français-uruguayen Isidore Ducasse sous le pseudonyme de comte de Lautréamont entre 1868 et 1869. Composé de six parties nommées « chants », ce texte énigmatique et obscur ne raconte pas une histoire unique et cohérente, mais est constitué d'une suite d'épisodes dont le seul fil conducteur est la présence de Maldoror, un personnage mystérieux, nihiliste, cruel, pervers, misanthrope et maléfique qui renie la morale et Dieu. L'ouvrage met ainsi en scène le blasphème, le sadisme, l'homosexualité, le meurtre autour d'un bestiaire foisonnant allant du pou au cachalot avec une écriture tantôt ironique, tantôt épique en utilisant des procédés littéraires novateurs comme le collage.
Longtemps tombé dans l'oubli, le texte est redécouvert et commenté par les surréalistes au début du XXe siècle et devient influent dans la sphère littéraire. Les fulgurances poétiques baroques du texte, son écriture subversive et la mort soudaine et inexpliquée de son auteur à seulement 24 ans ont alimenté le mythe romantique autour de Lautréamont et des Chants de Maldoror.

## Une publication compromise
Le premier des Chants de Maldoror a été publié à compte d'auteur et anonymement durant l'automne 1868, d'abord fabriqué en août chez l'imprimeur Gustave Balitout, Questroy et Cie, puis diffusé en novembre à Paris en deux points de vente ; par la suite, ce premier chant est repris dans un recueil de poésies publié par Évariste Carrance intitulé Les Parfums de l'âme à Bordeaux en 1869.

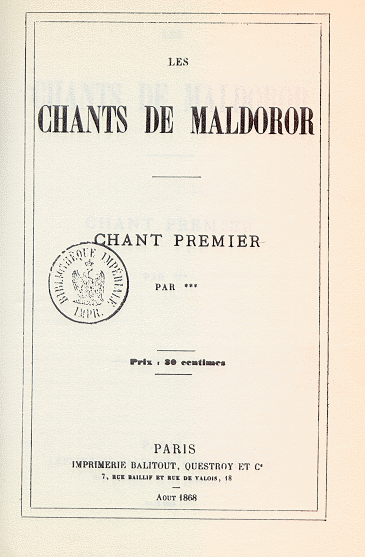
Couverture de l’édition de 1868.

L'œuvre complète, qui comprend les six chants et qui est signée du pseudonyme « Comte de Lautréamont », a été imprimée à compte d'auteur en Belgique en août 1869, par l'éditeur Albert Lacroix. Celui-ci, qui n'y a pas apposé sa marque, refuse de mettre l'ouvrage en vente, par crainte de poursuites judiciaires, et aussi parce que son auteur n'a pas entièrement payé le tirage (soit 1 200 francs).
Les Chants de Maldoror ne seront jamais diffusés du vivant de l'auteur. En 1874, le stock des exemplaires de l'édition originale des Chants est racheté par le libraire-éditeur tarbais Jean-Baptiste Rozez, installé en Belgique et mis en vente sous une nouvelle couverture. En 1885, Max Waller, directeur de la Jeune Belgique, en publie un extrait et les fait découvrir.
En 1890 a lieu la deuxième édition, à Paris, chez Léon Genonceaux (1856-1942), éditeur d'origine belge, qui imprime le texte, d'après le manuscrit disparu depuis, avec des corrections et un frontispice de José Roy : c'est cette édition qui va circuler au cours des années suivantes, même si elle semble avoir été imprimée à peu d'exemplaires (200 ?).
Isidore Ducasse publia seulement deux autres ouvrages, cette fois sous nom de naissance : les fascicules Poésies I et Poésies II chez un libraire de son quartier, Gabrie, en 1870, peu avant sa mort.

## Influence

### Jusqu'au surréalisme
L'ouvrage paraît en 1869, dans un relatif anonymat. Il est rapidement oublié, de même que son auteur, mort quelques années plus tard. 
Léon Bloy, contemporain de la publication du livre, le mentionne dans Le Désespéré :

« Il est difficile de décider si le mot monstre est ici suffisant. Cela ressemble à quelque effroyable polymorphe sous-marin qu'une tempête surprenante aurait lancé sur le rivage, après avoir saboulé le fond de l'Océan. La gueule même de l'Imprécation demeure béante et silencieuse au conspect de ce visiteur, et les sataniques litanies des Fleurs du Mal prennent subitement, par comparaison, comme un certain air d'anodine bondieuserie. Ce n'est plus la Bonne Nouvelle de la Mort du bonhomme Herzen, c'est quelque chose comme la Bonne Nouvelle de la Damnation. Quant à la forme littéraire, il n'y en a pas. C'est de la lave liquide. C'est insensé, noir et dévorant. »

Alfred Jarry, qui apprécie les subtilités de l’humour de Lautréamont, rendra hommage à « cet univers pataphysique ».
Il faut alors attendre la période surréaliste pour voir la popularité de ce livre évoluer. Il a eu une grande influence sur le surréalisme : redécouverte d'abord par Philippe Soupault (en 1917), puis Louis Aragon et André Breton, l'œuvre de Lautréamont ne cessera d'être revendiquée comme livre précurseur du mouvement. Les surréalistes la projettent ainsi au devant de la scène littéraire du mouvement, admirant le génie avant l'heure d'un artiste incompris. Breton évoque en effet Ducasse plusieurs fois dans ses Manifestes du surréalisme :

« Les types innombrables d’images surréalistes appelleraient une classification que, pour aujourd’hui, je ne me propose pas de tenter. [...] En voici, dans l’ordre, quelques exemples :
- Le rubis du Champagne, Lautréamont.
- Beau comme la loi de l’arrêt du développement de la poitrine chez les adultes dont la propension à la croissance n’est pas en rapport avec la quantité de molécules que leur organisme s’assimile, Lautréamont. »

Il dit aussi dans un entretien : « Pour nous, il n'y eut d'emblée pas de génie qui tînt devant celui de Lautréamont. »
De même, « […] beau comme la rétractilité des serres des oiseaux rapaces ; ou encore, comme l'incertitude des mouvements musculaires dans les plaies des parties molles de la région cervicale postérieure ; [...] et surtout, comme la rencontre fortuite sur une table de dissection d'une machine à coudre et d'un parapluie ! » était l'exemple type de la « beauté convulsive » portée en étendard par Breton.
Breton est pour beaucoup dans l'émancipation des chants mais il n'est pas le seul artiste à s'être épris de ces vers. D'autres auteurs, écrivains et peintres, dont Magritte ou Dalí, s'essayeront à illustrer la matière que représente cette œuvre littéraire.
Les Chants de Maldoror était un ouvrage de référence pour Amedeo Modigliani, qui gardait un recueil en permanence auprès de lui.

### Après le surréalisme
Depuis, de nombreux artistes font des références à ces chants novateurs pour l'époque.
Aimé Césaire, dans son Discours sur le colonialisme, propose une interprétation matérialiste et politique des chants :
« Et Isidore Ducasse, comte de Lautréamont !
A ce sujet, il est grand temps de dissiper l'atmosphère de scandale qui a été créée autour des Chants de Maldoror.
Monstruosité ? Aérolithe littéraire ? Délire d'une imagination malade ? Allons donc ! Comme c'est commode !
La vérité est que Lautréamont n'a eu qu'à regarder, les yeux dans les yeux, l'homme de fer forgé par la société capitaliste, pour appréhender le monstre, le monstre quotidien, son héros.
Nul ne nie la véracité de Balzac.
Mais attention : faites Vautrin, retour des pays chauds, donnez-lui les ailes de l'archange et les frissons du paludisme, faites-le accompagner, sur le pavé parisien, d'une escorte de vampires uruguayens et de fourmis tambochas, et vous aurez Maldoror.
Variante du décor, mais c'est bien du même monde, c'est bien du même homme qu'il s'agit, dur, inflexible, sans scrupules, amateur, comme pas un, "de la viande d'autrui".
Pour ouvrir ici une parenthèse dans ma parenthèse, je crois qu'un jour viendra où tous les éléments réunis, toutes les sources dépouillées, toutes les circonstances de l’œuvre élucidées, il sera possible de donner des Chants de Maldoror une interprétation matérialiste et historique qui fera apparaître de cette épopée forcenée un aspect par trop méconnu, celui d'une implacable dénonciation d'une forme très précise de société, telle qu'elle ne pouvait échapper au plus aigu des regards vers l'année 1865.
Auparavant, bien entendu, il aura fallu débroussailler la route des commentaires occultistes et métaphysiques qui l'offusquent ; redonner son importance à telles strophes négligées - celle, par exemple, entre toutes étrange de la mine de poux où on n'acceptera de voir ni plus ni moins que la dénonciation du pouvoir maléfique de l'or et de la thésaurisation ; restituer sa vraie place à l'admirable épisode de l'omnibus, et consentir à y trouver très platement ce qui y est, savoir la peinture à peine allégorique d'une société où les privilégiés, confortablement assis, refusent de se serrer pour faire place au nouvel arrivant, et - soit dit en passant - qui recueille l'enfant durement rejeté ? Le peuple ! Ici représenté par le chiffonnier. Le chiffonnier de Baudelaire :
Et,sans prendre souci des mouchards, ses sujets,
Épanche tout son cœur en glorieux projets.
Il prête des serments, dicte des lois sublimes,
Terrasse les méchants, relève les victimes,

Alors, n'est-il pas vrai, on comprendra que l'ennemi dont Lautréamont a fait l'ennemi, le "créateur" anthropophage et décerveleur, le sadique "juché sur un trône formé d'excréments humains et d'or", l'hypocrite, le débauché, le fainéant qui "mange le pain des autres" et que l'on retrouve de temps en temps ivre-mort "comme une punaise qui a mâché pendant la nuit trois tonneaux de sang", on comprendra que ce créateur-là, ce n'est pas derrière le nuage qu'il faut aller le chercher, mais que nous avons plus de chance de le trouver dans l'annuaire Desfossés et dans quelque confortable conseil d'administration ! »
Des Chants de Maldoror, Kadour Naimi a réalisé une adaptation théâtrale (1984), une autre filmique (1997) et a fondé une maison de production nommée Maldoror Film (1986).

## Postérité

### Cinéma
- Kenneth Anger aurait entrepris l'adaptation des Chants de Maldoror en 1951-1952, mais le film est resté inachevé[12],[13],[14].
- Un extrait des Chants de Maldoror est lu dans Week-end (1967), un film de Jean-Luc Godard[15].
- Les héroïnes du film Mais ne nous délivrez pas du mal (1971) le lisent à voix haute.
- Kadour Naïmi a réalisé une double adaptation : théâtrale[16] en 1984 puis, en 1997, filmique[17].
- Un film intitulé Le Dossier Maldoror de Fabrice Du Welz, inspiré de l'affaire Dutroux, sort en 2024.

### Musique populaire
- Écrite par Long Chris en 1969, la chanson Je te veux de Johnny Hallyday commence par des vers extraits du chant premier des Chants de Maldoror : « Je suis le fils de l'homme et de la femme, ça m'étonne je croyais être davantage[18]. »

- Dans la chanson Tu me manques de Julien Clerc et Jean-Loup Dabadie (1980) :

« Il disait ça,
Oublions les chants de Maldoror,
Cherchons d'autres îles au trésor. »

- Le titre du livre apparaît aussi dans la chanson d'Hubert-Félix Thiéfaine Les Dingues et les Paumés (1982) :

« Ce sont des loups frileux au bras d'une autre mort
piétinant dans la boue les dernières fleurs du mal
Ils ont cru s'enivrer des chants de Maldoror
et maintenant ils s'écroulent dans leur ombre animale. »

- Et dans la chanson écrite par Serge Gainsbourg et interprétée par Jane Birkin Et quand bien même (1990, Amours des feintes) :

« Lautréamont les chants de Maldoror
Tu n'aimes pas moi j'adore »

- En 2015, Hippocampe Fou fait référence aux Chants de Maldoror dans Las Estrellas (extrait de Céleste) :

« Frissonne de plaisir quand j'lis les Chants de Maldoror
Allongé sur le dos d'un brachiosaure »

- Le rappeur connu sous le nom de Lucio Bukowski rend également à l'œuvre un hommage à sa manière dans son titre #yolo (2016) :

« Maldoror en chapeau mou dans une émission de variétés »

- Dooz Kawa, rappeur issu de la même scène que Lucio Bukowski, demande dans Si les anges n'ont pas de sexe à ce que les chants soient son oraison funèbre :

« Si Satan n'était qu'un ange et ben Dieu n'est qu'une hypothèse
J'veux les chants de Maldoror comme seule oraison funèbre
Quand l'horizon sera funeste »

- Dans Ma France à moi, titre extrait de l'album Humour liberté (2018), Pierre Perret chante :

« France [...] des frères Lumière, d'Apollinaire
D'Alfred Jarry, des Chants de Maldoror »

- Dans Les chants de Maldoror, titre extrait de l'album Le cirque de Consolation (2021), Léonie Pernet fait référence aux Chants de Maldoror :

« Géante aux pieds d'argile

Féminine malgré mes efforts

Sous mes pieds les mines

Entonnent les chants de Maldoror

Géante aux pieds d'argile

La morphine soulage la métaphore

A l'orée des cimes

La prose comme infini trésor »

- Dans Le piéton de Buenos Aires, titre extrait de l'album Sous un soleil énorme (2021), Bernard Lavilliers fait allusion aux Chants de Maldoror :

« Buenos Aires, un port à l'envers

Où les marins restent à leur bord

Les Argentins rêvent d'hier

Et puis des chants du Maldoror »

- Le compositeur Patrick Marcland utilise des fragments des Chants dans son oeuvre Maldoror, pour récitant, chœurs et orchestre[réf. nécessaire].
- Le groupe expérimental Nurse With Wound avec Bar Maldoror.
- La Sangre de Verónika (es) chante Cantos de Maldoror dans l'album El otro está en Montevideo (2008).
- Secrets of the Moon, groupe de black metal a appelé l'un de ses morceaux, I Maldoror, sur l'album Privilegivm (2009).
- Un des nombreux side-project du chanteur Mike Patton avec Merzbow se nomme Maldoror. Un seul album a vu le jour : She (Ipecac Recordings, 1997).
- Les Mão Morta, groupe portugais de rock avant-garde, publie Maldoror, double CD inspiré par Les Chants de Maldoror (2008).

### Musique classique
- Les Chants de Maldoror de Marius Constant (1962) ;
- Vieil océan extrait des Chants de Maldoror pour chœur et orchestre de Gilles Maugenest, 1999, éditions de plein vent ;
- J'entends dans le lointain, première pièce des Ombres, op. 64 pour piano de Florent Schmitt (1912-1917) ;
- L'Innocent et Maldoror, 3e et 4e pièces de Eaux-Fortes, suite pour piano de Georges Hugon (1963);
- Maldoror Requiem pour 8 solistes, chœur mixte, narrateur et grand orchestre, Op.42 (1984-86), du compositeur d'avant-garde Róbert Wittinger ;
- Maldoror, pour comédien, chœur d'enfants, chœur mixte et orchestre de Patrick Marcland (1996-1997).

### Arts graphiques
- En 2018, l'écrivaine Nadine Ribault consacre, à partir des Chants de Maldoror, ouvrage qu’elle considère comme « violemment fondamental », 33 dessins qui sont exposés à Tokyo et publiés aux Éditions des Deux Corps. Un ouvrage bilingue (japonais et français) rassemblant l'ensemble des dessins et des fragments du texte de Lautréamont paraît en mars 2020 aux Éditions Irène, à Kyoto[réf. souhaitée].

#### Premières études
- « Préface de Léon Genonceaux » in Les Chants de Maldoror, Paris, éditions L. Genonceaux, 1890
- Remy de Gourmont, Le Livre des masques. Portraits symbolistes. Gloses et documents sur les écrivains d'hier et d'aujourd'hui, illustré par Félix Vallotton, Paris, Mercure de France, 1896, p. 139-149 lire sur Gallica.
- « Préface de Philippe Soupault » in Lautréamont. Poésies, Paris, Au sans pareil, 1920
- (en) The lay of Maldoror by the Comte de Lautréamont, traduit par John Rodker avec une introduction de Rémy de Gourmont, Londres, The Casanova Society, 1924 [1re traduction en anglais].
- [collectif] Le cas Lautréamont : études et opinions par Marcel Arland, C Arnauld, André Breton, Jean Cassou, Jean Cocteau, etc. ; portrait par Odilon-Jean Périer ; bibliographie par Raoul Simonson ; préface par André Gide, Paris, R. Van den Berg, 1925.
- « Étude, commentaires et notes par Philippe Soupault » in Comte de Lautréamont, Œuvres complètes : Les chants de Maldoror : Poésies : Correspondance, Paris, Au Sans pareil, 1927 [1re édition complète].
- Léon Pierre-Quint, Le Comte de Lautréamont et Dieu, Les Cahiers du Sud, 1930.
- Gaston Bachelard, Lautréamont, éditions José Corti, 1939, rééd. augmentée 1983,  (ISBN 978-2714300331).
- Philippe Soupault, Lautréamont, Paris, Seghers, coll. « Poètes d'aujourd'hui », no 6, 1946.
- Marcel Jean et Árpád Mezei, Les Chants de Maldoror : essai sur Lautréamont et son œuvre, suivi de notes et de pièces justificatives, Paris, Le Pavois, coll. « Le Chemin de la vie », 1947, 221 p. (OCLC 20680477, BNF 37399571)
- Maurice Blanchot, Lautréamont et Sade, Paris, Editions de Minuit, 1949.

#### Biographies contemporaines
- Marcelin Pleynet, Lautréamont, Paris, Éditions du Seuil, coll. « Écrivains de Toujours », 1967.
- François Caradec, Isidore Ducasse, comte de Lautréamont, Paris, Gallimard, coll. « Idées/Gallimard », 1975.
- Maurice Saillet, Les Inventeurs de Maldoror, Le Temps qu'il fait, 1998  (ISBN 978-2868531476).
- Jean-Jacques Lefrère, Isidore Ducasse : auteur des Chants de Maldoror, par le comte de Lautréamont, Fayard, 1998  (ISBN 9782213601168).
- Jean-Jacques Lefrère, Lautréamont, Flammarion, 2008  (ISBN 978-2081216631).
- Jean-Luc Steinmetz (s./dir.), Lautréamont, Œuvres Complètes, Gallimard, coll. « La Pléiade », 2009.
- François Blondel, Modigliani –, Volume 1 ;Volumes 1884 à 1916, éditions WisiMuZ, mars 2016, ePub.

#### Articles et varia
- André Breton, Anthologie de l’humour noir, Éditions du Sagittaire, 1940 - rééd. 1950 et 1966 (J.-J. Pauvert, augmentée).
- Julien Gracq, Lautréamont toujours, Préface aux Chants de Maldoror, aux Editions La Jeune Parque, 1947. Repris en introduction aux Œuvres Complètes de Lautréamont, José Corti, 1960, puis dans Sur Lautréamont, Editions Complexe, 1987.
- Maurice Blanchot, Lautréamont ou l'expérience d'une tête, Préface aux Chants de Maldoror aux Editions du Club Français du livre, 1947. Repris en introduction aux Œuvres Complètes de Lautréamont, José Corti, 1960, puis dans Sur Lautréamont, Editions Complexe, 1987.
- Guy Debord et Gil J. Wolman, « Mode d'emploi du détournement », in Les Lèvres nues, mai 1956Ce texte est inclus dans la nouvelle édition des œuvres de Lautréamont dans la collection de La Pléiade parue en 2009 (lire en ligne).
- « Lautréamont : pour le centenaire de Maldoror » in L'Arc, Aix-en-Provence, 1967.
- Philippe Sollers, « La science de Lautréamont » in Logiques, 1968.
- Jean-Jacques Lefrère, Le Visage de Lautréamont, Pierre Horay, 1977C'est dans cet ouvrage qu'est présentée la photo-carte de visite retrouvée par Lefrère dans un album de la famille Dazet, la photographie est présentée en regard d’une photographie du jeune Georges Dazet : cf. Lefrère (Flammarion, 2008), p. 91 et commentaire p. 87.
- Jean-Marie-Gustave Le Clézio, Le Rêve de Lautréamont, Nouvelle Revue Française n°329, 330, 331, en juin, juillet et août 1980. Repris dans Sur Lautréamont, Editions Complexe, 1987.
- Marie-Louis Terray, Marie-Louise Terray commente Les Chants de Maldoror, Lettres, Poésies I et II d'Isidore Ducasse, Comte de Lautréamont, Paris, Gallimard, coll. « Foliothèque », 1997.
- Louis Janover, Lautréamont et les chants magnétiques, Sulliver, 2002  (ISBN 978-2911199790)
- « Isidore Ducasse géomètre de la poésie » par Norbert Meusnier in Alliage n° 57-58, 2006.
- L.L. de Mars, M, une traversée des Chants de Maldoror, 6 pieds sous terre, 2007  (ISBN 978-2352120094)
- Valentin Macchi, Isidore, Lautréamont et Maldoror, Université de Bordeaux, 2022.

#### Bases de données et dictionnaires
- Ressources relatives à la littérature :   - Internet Speculative Fiction Database
  - NooSFere
- Ressource relative à la musique :   - MusicBrainz (œuvres)
- Notices dans des dictionnaires ou encyclopédies généralistes :   - Britannica
  - Universalis
- Notices d'autorité :   - VIAF
  - BnF (données)
  - IdRef
  - GND
  - Israël
  - WorldCat

#### Autres liens
- Maldoror.org
- Version librement téléchargeable sous Copyleft de M, une traversée des chants de Maldoror
- The Maldoror Chants: Hermaphrodite, album de musique du groupe de métal Schammasch (de) (2017).
- (en) Film Maldoror's Songs, de Kaddour Naimi (1997), en intégralité sur YouTube.